# Salix longissimipedicellaris
Salix longissimipedicellaris — вид квіткових рослин із родини вербових (Salicaceae).

## Морфологічна характеристика
Це кущ до 1 метра заввишки. Гілочки першого року голі; молоді гілочки запушені. Листкова ніжка ≈ 3 мм, запушена; листкова пластинка яйцювато-довгаста, ≈ 20 × 8 мм у період цвітіння, абаксіально (верх) зеленувата, сірувата ворсинчаста, адаксіально зелена, запушена вздовж середньої жилки базально, край цільний, верхівка коротко загострена. Жіноча сережка 50–80 × ≈ 6 мм.

## Середовище проживання
Китай [Юньнань]. Населяє гірські схили; на висотах ≈ 3000 метрів.